# Cigaritis
Cigaritis is een geslacht van vlinders van de familie van de Lycaenidae.

## Soorten
- Cigaritis abnormis (Moore, 1884)
- Cigaritis acamas (Klug, 1834) - Oostelijke zilverstreep
- Cigaritis allardi Oberthür, 1909 - Grote zilverstreep
- Cigaritis amine Butler, 1874
- Cigaritis apelles (Oberthür, 1878)
- Cigaritis apuleia (Hulstaert, 1924)
- Cigaritis arooni (Murayama & Kimura, 1990)
- Cigaritis avriko (Karsch, 1893)
- Cigaritis baghirmii (Stempffer, 1946)
- Cigaritis bergeri (Bouyer, 2003)
- Cigaritis brunnea (Jackson, 1966)
- Cigaritis cilissa Lederer, 1861
- Cigaritis collinsi (Kielland, 1980)
- Cigaritis crustaria (Holland, 1890)
- Cigaritis cynica (Riley, 1921)
- Cigaritis delagoensis Sharpe, 1891
- Cigaritis ducarmei (Bouyer, 2008)
- Cigaritis dufranei (Bouyer, 1991)
- Cigaritis elima (Moore, 1877)
- Cigaritis ella (Hewitson, 1865)
- Cigaritis elwesi (Evans, 1925)
- Cigaritis epargyros (Eversmann, 1854)
- Cigaritis evansii (Tytler, 1915)
- Cigaritis gardineri Bouyer, 2017
- Cigaritis greeni (Heron, 1896)
- Cigaritis hassoni (Bouyer, 2003)
- Cigaritis homeyeri (Dewitz, 1886)
- Cigaritis ictis (Hewitson, 1865)
- Cigaritis iza (Hewitson, 1865)
- Cigaritis kutu (Corbet, 1940)
- Cigaritis larseni (Bouyer, 2012)
- Cigaritis learmondi (Tytler, 1940)
- Cigaritis leechi (Swinhoe, 1912)
- Cigaritis lilacinus (Moore, 1884)
- Cigaritis lohita (Horsfield, 1829)
- Cigaritis lunulifera (Moore, 1879)
- Cigaritis maxima Staudinger, 1901
- Cigaritis maximus (Elwes, 1893)
- Cigaritis menelas (Druce, 1907)
- Cigaritis modestus (Trimen, 1891)
- Cigaritis montana (Joicey & Talbot, 1924)
- Cigaritis mozambica (Bertolini, 1850)
- Cigaritis myrmecophila Dumont, 1922 - Woestijnzilverstreep
- Cigaritis namaquus (Trimen, 1874)
- Cigaritis natalensis (Westwood, 1851)
- Cigaritis nilus (Hewitson, 1865)
- Cigaritis nipalicus (Moore, 1884)
- Cigaritis noellae Bouyer, 2011
- Cigaritis nubilus (Moore, 1887)
- Cigaritis nyassae (Butler, 1884)
- Cigaritis overlaeti (Bouyer, 1998)
- Cigaritis phanes (Trimen, 1873)
- Cigaritis piersoni Bouyer, 2017
- Cigaritis pinheyi (Heath, 1983)
- Cigaritis rukma (de Nicéville, 1889)
- Cigaritis rukmini (de Nicéville, 1889)
- Cigaritis schistacea (Moore, 1881)
- Cigaritis scotti (Gabriel, 1954)
- Cigaritis seliga (Fruhstorfer, 1912)
- Cigaritis shaba (Bouyer, 1991)
- Cigaritis siphax (Lucas, 1849) - Algerijnse zilverstreep
- Cigaritis somalina (Butler, 1886)
- Cigaritis stewarti Bouyer, 2017
- Cigaritis syama (Horsfield, 1829)
- Cigaritis takanonis (Matsumura, 1906)
- Cigaritis tanganyikae (Kielland, 1990)
- Cigaritis tavetensis (Lathy, 1906)
- Cigaritis trifurcata (Moore, 1882)
- Cigaritis trimeni (Neave, 1910)
- Cigaritis victoriae (Butler, 1884)
- Cigaritis vixinga (Hewitson, 1875)
- Cigaritis vulcanus (Fabricius, 1775)
- Cigaritis zohra Donzel, 1848 - Kleine zilverstreep

### Status onduidelijk
- Cigaritis minor Staudinger